# 179593 Penglangxiaoxue
179593 Penglangxiaoxue este un asteroid din centura principală de asteroizi.

## Descriere
179593 Penglangxiaoxue este un asteroid din centura principală de asteroizi. A fost descoperit pe 1 iunie 2002 la Observatorul Palomar în cadrul programului NEAT. Asteroidul prezintă o orbită caracterizată de o semiaxă mare de 2,23 ua, o excentricitate de 0,12 și o înclinație de 9,4° în raport cu ecliptica.